# Sant Miquel de Guarda-si-venes
Sant Miquel de Guarda-si-venes és una església romànica del poble de Guarda-si-venes, del municipi de Guissona, a la comarca de la Segarra. És un monument protegit i inventariat dins el Patrimoni Arquitectònic Català

## Descripció

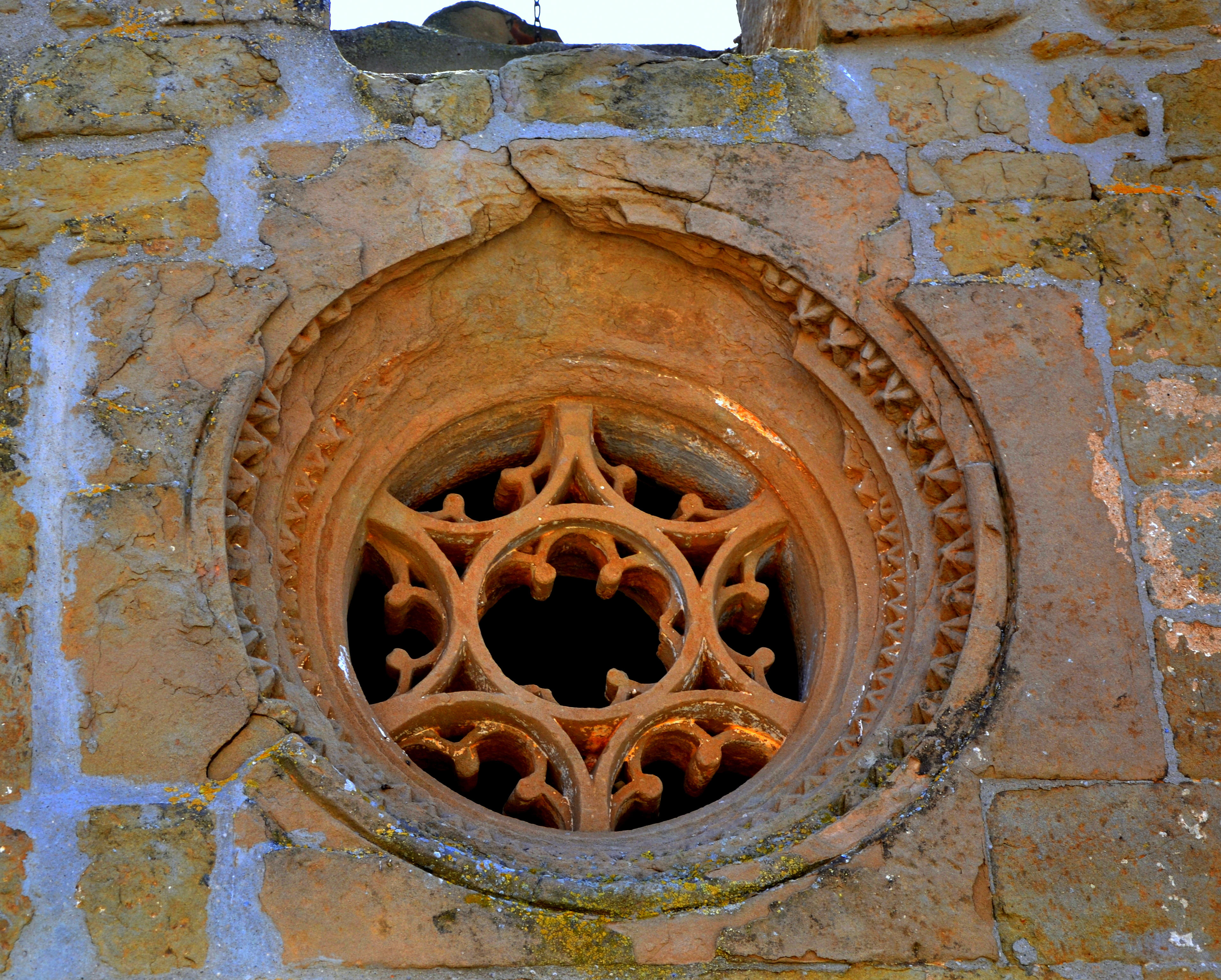
Rosassa

Aquesta és una ermita romànica de petites dimensions, construïda amb carreus de pedra molt ben tallats i coberta a dues aigües. La façana principal presenta una portada dovellada amb arc de mig punt, damunt de la qual trobem una rosassa amb una traceria molt treballada i un campanar d'espadanya d'un sol ull. L'interior de l'ermita ha estat recentment restaurat i presenta una única volta apuntada de pedra, amb murs laterals arrebossats i pintats, on trobem petites fornícules rectangulars amb imatges de Sants. L'altar està presidit per una imatge de fusta de la Mare de Déu de les Neus que alleta el seu fill Jesús. Aquesta imatge data del segle xii. La façana nord d'aquesta ermita serveix com a mur de tancament del cementiri de Guarda-si-venes.

## Notícies històriques
Al segle xi es va repoblar la plana de Guissona i es va consagrar aquesta ermita al "castellum Guardasivenen" que tenia una relació de dependència amb Santa Maria de Guissona.